# Don't Break My Heart Again (Pat Green)
Don't Break My Heart Again è un singolo del cantautore statunitense Pat Green, pubblicato il 21 agosto 2004 come primo estratto dal terzo album in studio Lucky Ones.